# Cesarz Hadrian do swojej duszy, w chwili śmierci
Cesarz Hadrian do swojej duszy, w chwili śmierci (ang. Adrian’s Address To His Soul When Dying) – wiersz angielskiego poety romantycznego George’a Gordona Byrona.

## Charakterystyka ogólna
Utwór Byrona jest anglojęzyczną parafrazą – jedną z wielu – epigramatu, który rzymski cesarz Hadrian, panujący w drugim wieku po Chrystusie, ułożył na łożu śmierci.
Animula vagula blandula
Hospes comesque corporis
Quae nunc abibis in loca
Pallidula rigida nudula,
Nec, ut soles, dabis iocos.
(Historia Augusta, Żywot Hadriana 25, 9)
Charakterystyczną cechą epigramatu wielkiego cesarza jest użycie wyrazistych współbrzmień, nietypowych dla klasycznej poezji łacińskiej, które można określić mianem rymu albo – bardziej po starożytnemu – homoioteleutonu.
Duszyczko moja tkliwa i ruchliwa,
Gościu ciała mojego i drużko,
Co pójdziesz teraz w krainy ciemności,
Twarde i nagie, i pełne bladości,
A żartów zwykłych stroić już nie będziesz.
(Przełożył Kazimierz Morawski)
Wiersz Hadriana przełożył na język polski również Zygmunt Kubiak.

## Forma
Wiersz Byrona jest sześciowierszem rymowanym abcabc, ułożonym jambicznym czterostopowcem.
Ah! gentle, fleeting, wav'ring sprite,
Friend and associate of this clay!
To what unknown region borne,
Wilt thou, now, wing thy distant flight?
No more, with wonted humour gay,
But pallid, cheerless, and forlorn.
Zasługą Byrona jest ujęcie tematu podanego przez tekst oryginalny w maksymalnie zwięzły i doskonały formalnie sposób. Oczywiście również inni wybitni poeci angielscy, jak Henry Vaughan, Matthew Prior i Aleksander Pope dołożyli wszelkich starań, by osiągnąć celność sformułowań i perfekcję kształtu wersyfikacyjnego, chyba jednak to wersja Byrona jest obecnie najpopularniejsza.

## Treść
Publiusz Eliusz Hadrian był jednym z najpotężniejszych władców Imperium Romanum. Hadrian jest o tyle bliski Anglikom, że okupował ich kraj i wzniósł na granicy Szkocji system umocnień, zwany do dzisiaj Wałem Hadriana. Jego pięciowersowy w oryginale epigramat, pomimo swoich niewielkich rozmiarów, jest jednym z najbardziej znanych liryków napisanych kiedykolwiek po łacinie. Byron w swojej angielskiej propozycji przybliżył się do pierwotnej wersji rzymskiego imperatora prawdopodobnie bardziej od innych poetów angielskich. Omawiany wiersz jest w lakoniczny sposób przekazaną ponadczasową obserwacją na temat ulotności życia ludzkiego i nieuchronności śmierci, która dotyka i poddanych i monarchów.

## Przekład
Wiersz Byrona przełożył na język polski Wiktor Jarosław Darasz. Tłumaczenie to jest oczywiście zarazem pośrednim przekładem z Hadriana.